# ȶ
Cette page contient des caractères spéciaux ou non latins. S’ils s’affichent mal (▯, ?, etc.), consultez la page d’aide Unicode.
ȶ, appelé T bouclé, est un symbole non standard de l’alphabet phonétique international utilisé en sinologie. Il s'agit de la lettre T ‹ t › diacritée d’une boucle.

## Utilisation
Dans l’alphabet phonétique international non standard utilisé en sinologie, le symbole [ȶ] représente une consonne occlusive alvéolo-palatale sourde, habituellement considérée comme une consonne occlusive palatale sourde transcrite [t̠ʲ] ou [c̟] avec l’alphabet phonétique international standard.

## Représentations informatiques
Le t bouclé peut être représenté avec les caractères Unicode suivants (Alphabet phonétique international) :
| formes    | représentations | chaînes de caractères | points de code | descriptions                     |
| --------- | --------------- | --------------------- | -------------- | -------------------------------- |
| minuscule | ȶ               | ȶ                     | U+0236         | lettre minuscule latine t bouclé |